# Prostitución en Sudáfrica

Prostitución en África. En rojo, el modelo prohibicionista, por el que la prostitución y toda actividad relacionada con ella es ilegal, al que pertenece Sudáfrica.

La prostitución en Sudáfrica es ilegal tanto para la compra y venta de sexo, así como para actividades relacionadas como el mantenimiento de burdeles y el proxenetismo. Sin embargo, sigue estando muy extendida. La aplicación de la ley es deficiente.
En 2013, el Grupo de Trabajo para la Educación y la Defensa de las Trabajadoras Sexuales (SWEAT) estimó que había entre 121 000 y 167 000 prostitutas en el país.
El VIH/sida, la prostitución infantil (incluido el turismo sexual) y la trata de personas son problemas en el país. 

## Marco legal y normativo
La Ley de Inmoralidad de 1927 prohibía las relaciones sexuales extramatrimoniales entre «europeos» y «nativos», que fue redefinida por la Ley de Enmienda de la Inmoralidad de 1950 como relaciones carnales ilícitas entre «europeos» y «no europeos».
La nueva normativa, que posteriormente pasó a denominarse Ley de Delitos Sexuales de 1957, derogó la Ley de 1927 e introdujo nuevos delitos de mantenimiento de burdeles, proxenetismo y proxenetismo. El sexo interracial pasó a penalizarse como relaciones carnales ilícitas entre personas «blancas» y «de color».
La Ley de Enjuiciamiento Criminal 51 de 1977 tipificaba como delito «cometer un acto inmoral o indecente con otra persona», así como el proxenetismo.
Las ordenanzas municipales también contenían disposiciones sobre la prostitución.
Como parte de la derogación de muchas leyes del apartheid bajo el gobierno de Pieter Willem Botha, la Ley de Enmienda de la Inmoralidad y la Prohibición de los Matrimonios Mixtos de 1985 derogó las restricciones interraciales de las Leyes de Inmoralidad.
La Ley de Enmienda de la Inmoralidad de 1988 cambió el nombre de la Ley de Inmoralidad de 1957 por el de Ley de Delitos Sexuales de 1957 y tipificó como delito el acto de la prostitución. También hizo que las disposiciones de la ley de 1957 fueran neutras en cuanto al género.
En 2002 se desestimó un recurso interpuesto por los dueños de burdeles y prostitutas ante el Tribunal Constitucional del país, alegando que las leyes sobre prostitución infringían la Constitución.
El cambio legislativo más reciente fue la Ley de Enmienda del Derecho Penal (Delitos Sexuales y Asuntos Relacionados) de 2007, que en su artículo 11 añadió el artículo 20(1)(aA) de la SOA, que establece que cualquier persona que tenga relaciones carnales ilícitas o cometa un acto indecente con otra persona a cambio de una recompensa, es culpable de un delito, criminalizando de hecho tanto al cliente como a la prostituta.
En 2017, un informe de la Comisión de Reforma Legislativa de Sudáfrica recomendó que se mantuviera la ley actual (opción preferida) o que se despenalizara la prostitución, pero que la participación de terceros siguiera siendo ilegal.

### Despenalización
La despenalización se debate activamente desde 2009. Actualmente, la Comisión de Reforma Legislativa de Sudáfrica tiene cuatro propuestas que se sometieron a debate público y que van desde la penalización hasta la despenalización.
En vísperas de la Copa Mundial de Fútbol de 2010, se hicieron llamamientos para despenalizar y regular la prostitución cuando se esperaba que unas 40 000 prostitutas viajaran a Sudáfrica para el torneo.
En marzo de 2012, la Liga de Mujeres del CNA se pronunció a favor de la despenalización y declaró que haría campaña para que se convirtiera en una política del CNA. Se argumenta que la despenalización «desafiaría el estigma que rodea a las trabajadoras del sexo. La despenalización de la prostitución limitaría el poder de la policía sobre las trabajadoras del sexo y evitaría que la policía o las fuerzas del orden se aprovecharan de ellas. La aplicación de la ley por parte de la policía es rigurosa y es habitual que la policía acepte sobornos de las trabajadoras del sexo y sus clientes.
En abril de 2013, la Comisión para la Igualdad de Género también se manifestó a favor de la despenalización. Argumentaron que las leyes actuales violan secciones de la constitución, y que las trabajadoras sexuales estarían mejor protegidas si se cambia la ley.
Sex Workers Education and Advocacy Task Force (SWEAT) es un grupo con sede en Sudáfrica que ha estado trabajando para despenalizar el trabajo sexual y, con el tiempo, legalizarlo. También proporcionan servicios sanitarios a los profesionales del sexo, ya que no pueden acceder a ellos en otros lugares. Han puesto en marcha diferentes programas para concienciar sobre los problemas a los que se enfrentan las trabajadoras sexuales, como Sex Work Empowerment and Enabling Environment (SWEEP), #SayHerName, defensa y reforma legal, y el movimiento Sisonke.
La organización Human Rights Watch afirmó en su informe de agosto de 2019 que las trabajadoras sexuales de Sudáfrica se enfrentaban a frecuentes detenciones arbitrarias y a la elaboración de perfiles policiales. Para evitar el acoso policial, las trabajadoras se ven obligadas a trabajar en zonas peligrosas. De las 46 trabajadoras del sexo entrevistadas por HRW, la mayoría habían sido violadas por hombres que decían ser clientes, y casi todas habían sido víctimas de robos o violencia grave, como palizas, latigazos y puñaladas. Liesl Gerntholtz, directora ejecutiva adjunta en funciones para programas de Human Rights Watch, afirmó que «las trabajadoras del sexo en Sudáfrica se enfrentan a arrestos, detenciones, acoso y abusos por parte de la policía, lo que también las disuade de denunciar violaciones u otros ataques brutales contra ellas».
En diciembre de 2022, el gobierno publicó un proyecto de ley que legalizaría el trabajo sexual.

## Violencia policial
Existen numerosas denuncias de que miembros de la policía sudafricana han cometido actos de violencia y abusos contra profesionales del sexo. El 70 % de las trabajadoras sexuales que se dirigieron al Centro Jurídico para Mujeres para denunciar una violación afirmaron haber sufrido algún tipo de abuso policial, incluidas palizas y violaciones. En una entrevista, una trabajadora sexual de Ciudad del Cabo dijo: «El policía de color me agarró y me arrancó la ropa. Luego me echaron gas pimienta en la boca y me golpearon». Los profesionales del sexo suelen tener miedo de denunciar la violencia policial a las autoridades.

## Situación durante el Mundial de Fútbol de 2010
Se temía un aumento de la prostitución en relación con la Copa Mundial de Fútbol de 2010, ya que algunas fuentes estimaban que 40 000 trabajadoras sexuales más entrarían en Sudáfrica para la competición. Como consecuencia, se pidió que se legalizara y regulara la prostitución para ayudar a controlar el sida y las ETS y para proteger a las trabajadoras sexuales. Sin embargo, esto generó una considerable oposición y no se introdujeron cambios en las leyes. A pesar de los temores, apenas se observó un aumento de la prostitución.

## VIH
Sudáfrica tiene una de las mayores epidemias de VIH del mundo. Según un estudio del Consejo Nacional del Sida de Sudáfrica (Sanac), la tasa de infección es del 60 %, aunque varía de una zona a otra: por ejemplo, en Johannesburgo es del 72 %, en Durban del 54 % y en Ciudad del Cabo del 40 %.
La reticencia a utilizar preservativos ha contribuido significativamente a la epidemia. Sin embargo, la distribución de preservativos por parte del gobierno y los programas de comunicación sobre el VIH han reducido la tasa de nuevos casos.

## Prostitución infantil
La prostitución infantil es un problema en el país. Aunque no se dispone de cifras fiables, se calcula que hay hasta 30 000 niños implicados. Sudáfrica se ha convertido en uno de los principales destinos del turismo sexual de menores en África. Ciudad del Cabo, Johannesburgo, Gqeberha y Durban se han convertido en destinos populares. Las bandas criminales reclutan a niños de zonas rurales pobres y los llevan a ciudades más grandes para su explotación sexual comercial.

## Tráfico sexual
Sudáfrica es país de origen, tránsito y destino de mujeres y niños sometidos al tráfico sexual. Las bandas criminales locales dominan el tráfico sexual infantil. Las bandas nigerianas controlan la industria del sexo en varias provincias. Tailandeses y chinos controlan el tráfico sexual de mujeres asiáticas. La delincuencia organizada rusa y búlgara controla el tráfico en Ciudad del Cabo.
Cientos de mujeres de Tailandia, China, Brasil, Europa del Este, Asia y países vecinos de África son víctimas de la trata en Sudáfrica y obligadas a trabajar como prostitutas.
Para 2024, la Oficina de Vigilancia y Lucha contra la Trata de Personas del Departamento de Estado de los Estados Unidos mantenía la clasificación de Sudáfrica como país de "nivel 2".